# راؤول ويتفيلد
راؤول ويتفيلد (بالإنجليزية: Raoul Whitfield)‏ (22 نوفمبر 1896، نيويورك في الولايات المتحدة - 24 يناير 1945، لوس أنجلوس في الولايات المتحدة)؛ روائي أمريكي.